# Tatoi Airport
Tatoi Airport är en flygplats i Grekland.   Den ligger i prefekturen Nomarchía Anatolikís Attikís och regionen Attika, i den sydöstra delen av landet, 16 km norr om huvudstaden Aten. Tatoi Airport ligger 239 meter över havet.
Terrängen runt Tatoi Airport är varierad.Runt Tatoi Airport är det mycket tätbefolkat, med 2 521 invånare per kvadratkilometer. Närmaste större samhälle är Aten, 15,5 km söder om Tatoi Airport. Runt Tatoi Airport är det i huvudsak tätbebyggt.